# Cantua bicolor
Cantua bicolor är en blågullsväxtart som beskrevs av Lem.. Cantua bicolor ingår i släktet Cantua och familjen blågullsväxter. Inga underarter finns listade i Catalogue of Life.